# Steleops lichenatus
Steleops lichenatus är en insektsart som först beskrevs av Walsh 1863.  Steleops lichenatus ingår i släktet Steleops och familjen storstövsländor. Inga underarter finns listade i Catalogue of Life.